# Marco Coll
Marco Tulio Coll Tesillo (23. srpna 1935 Barranquilla – 5. června 2017 tamtéž) byl kolumbijský fotbalový záložník. Jeho otec Elías Coll Tara byl první kolumbijský mezinárodní rozhodčí. S klubem Independiente Medellín vyhrál v roce 1955 Categoría Primera A. Za kolumbijskou reprezentaci odehrál jedenáct zápasů a vstřelil v nich pět branek. Zúčastnil se mistrovství světa ve fotbale 1962, v utkání proti Sovětskému svazu, které skončilo remízou 4:4, snižoval na 2:4, když z rohového kopu překonal Lva Jašina. Byla to jediná branka v historii světových šampionátů, která padla přímo z rohu (tzv. olympijský gól). Hráčskou kariéru ukončil v roce 1971 a stal se trenérem. Jeho syn Mario Coll byl také kolumbijským fotbalovým reprezentantem. Zemřel ve věku 81 let na pneumonii.